# Miles Automotive Group

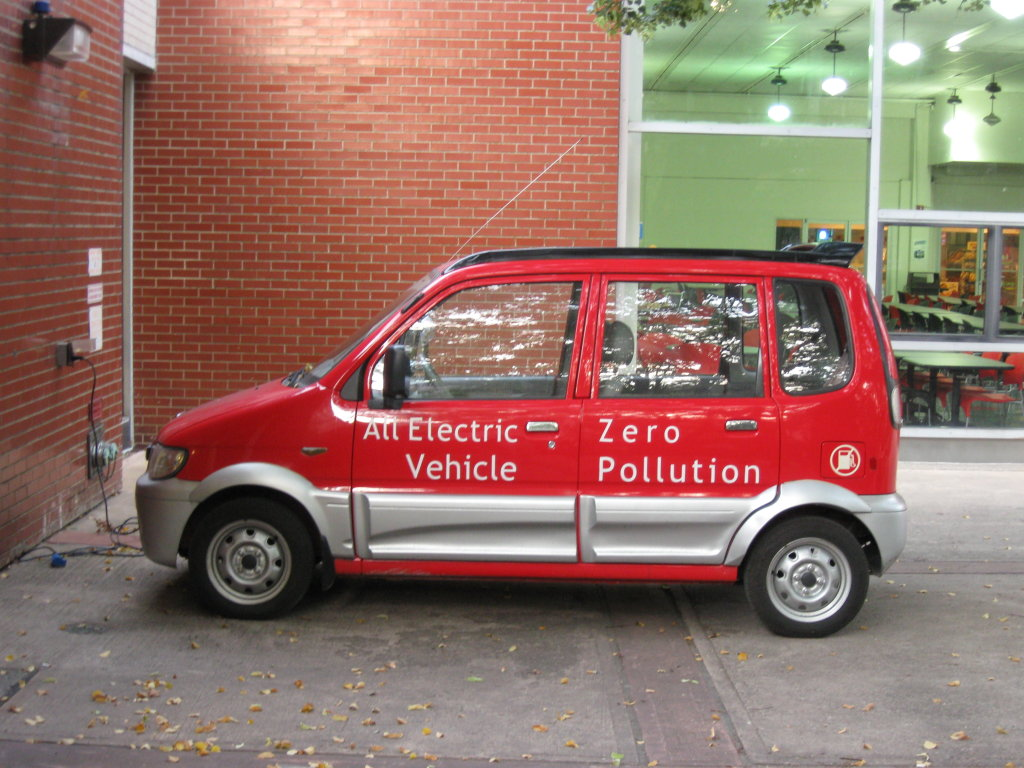
Miles ZX40

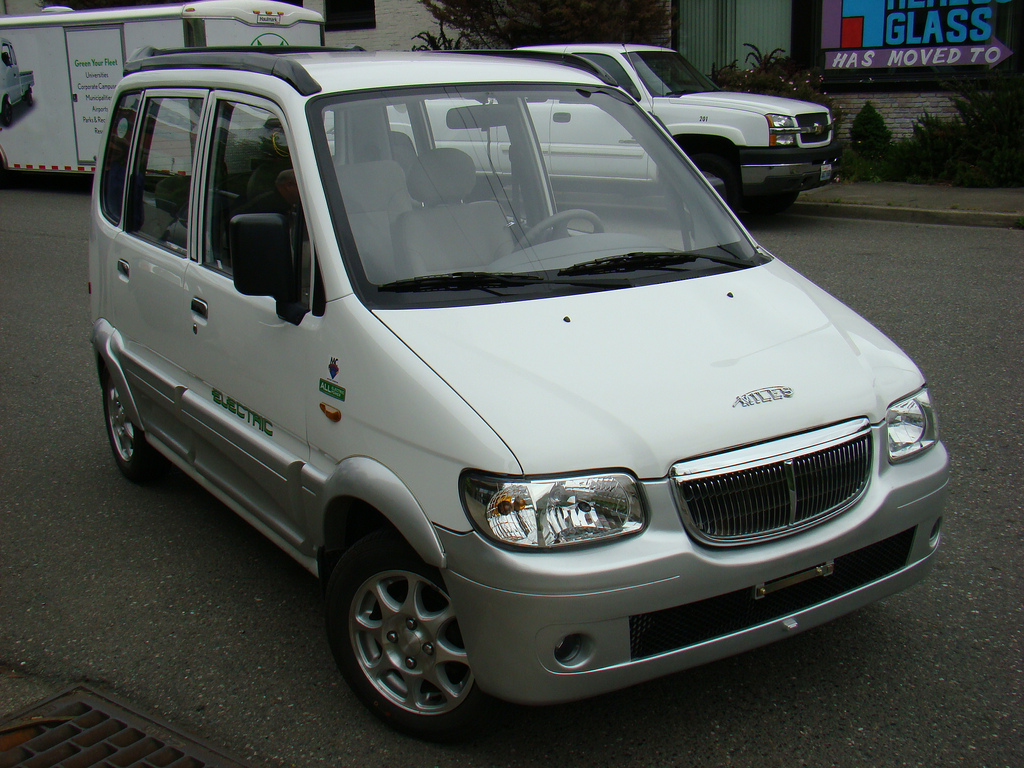
Miles ZX40 S

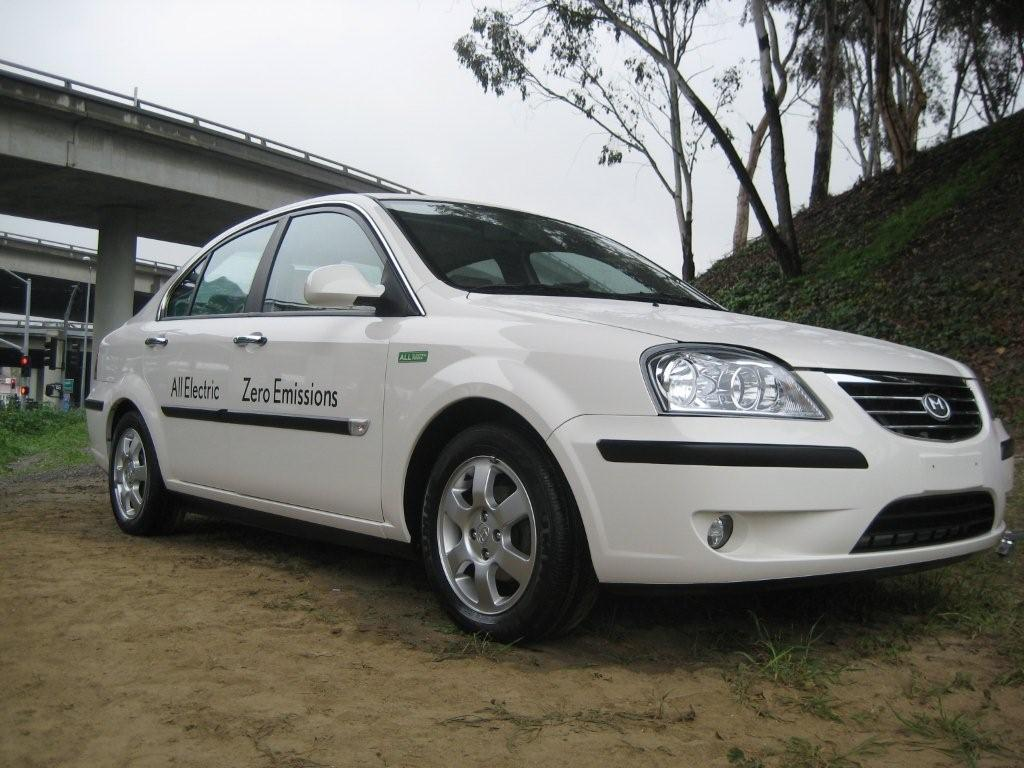
Miles XS500

Die Miles Automotive Group ist ein von Miles Rubin im Jahre 2004 gegründetes Unternehmen mit Firmenhauptsitz in Santa Monica, Kalifornien, USA. Ziel des Unternehmens ist die Entwicklung und der Vertrieb von Elektrofahrzeugen. Das Unternehmen unterhält die Fahrzeugmarke Miles für Kleinwagen und Nutzfahrzeuge. Alle von der Miles Automotive Group angebotenen Fahrzeuge werden in der Volksrepublik China von der Tianjin Qingyuan Electric Vehicle Co. Ltd. hergestellt. Good Clean Tech verlieh der Miles Automotive Group den Electric Car Company of 2007 Award.
In den Vereinigten Staaten war die Miles Automotive Group der erste Automobilanbieter, der seine Fahrzeuge aus der Volksrepublik China bezog. Als die Verkäufe begannen, nahmen sich das Verkehrsministerium der Vereinigten Staaten, die Emissionsschutzbehörde Kaliforniens und die Nationale Sicherheitsbehörde für den Autobahnverkehr das Unternehmen vor und testeten die Fahrzeuge. Diese waren damit die ersten weltweit bis dahin Crash-getesteten NEVs. Alle angebotenen Modelle entsprechen der DOT/NHTSA Federal Standard 500. Die Höchstgeschwindigkeit der Fahrzeuge werden entsprechend auf eine Höchstgeschwindigkeit von 25 mph beschränkt.

## Modellübersicht

### Miles ZX40 und Xinfu Happy Messenger
Der Miles ZX40 war das erste von Miles vertriebene Pkw-Modell. Die Basis für das Fahrzeug stellt der japanische Daihatsu Move. Zum Einsatz kommen hauseigene 48-Volt-Elektromotoren der Marke AC motors (alternating current), deren Leistung bei  4,2 kW liegt unter Verwendung eines 150-Ah-Akkus. Innerhalb von sechs Stunden kann der Akkumulator mit Hilfe des eingebauten 110-Volt-20-Ampere-Verstärkers geladen werden. Die maximale Reichweite liegt bei 64 Kilometern. Das Fahrzeug gibt es als Zwei- und als Viersitzer-Variante. 2008 wurde der ZX40 aus dem Modellprogramm genommen und durch die Modelle ZX40 S und ZX40 S Advanced Design ersetzt. In China wurde der ZX40 als Xinfu Happy Messenger vertrieben.

### Miles ZX40 ST Work Truck
Der Miles ZX 40 ST Work Truck ist ein Nutzfahrzeug mit Ladefläche und hatte sein Debüt auf der FedFleet ’07 in Orlando. Er kam als zweites Modell der Marke auf den Markt und hatte Akkumulatoren, die dem ZX 40 ST unter Volllast eine maximale Reichweite von 50 bis 60 Meilen ermöglichten. Optional gibt es auch eine Klimaanlage.

### Miles ZX40 S und Xinfu Happy Messenger
Die zweite Generation des ZX40 wurde 1998 als Miles ZX40 S etabliert und hat nun einen 72 Volt starken Elektromotor. Mit diesem wurde die maximale Reichweite auf 50 bis 60 Meilen erhöht. Der stärker motorisierte ZX40 S Advanced Design, hat gerade einmal eine Reichweite von 40 bis 50 Meilen. Wobei die Höchstgeschwindigkeit des Modells in den meisten US-amerikanischen Staaten elektronisch auf 25 mph begrenzt werden muss, darf der ZX40 S im Washington State als Medium Speed Electric Vehicle eingestuft, sogar eine Höchstgeschwindigkeit von 35 mph erreichen. In einigen Staaten wird der ZX40 S auf Grund der dort geltenden Rechtsbestimmungen mit anderen Scheinwerfern, mit Sicherheitsgurten und Airbags verkauft. In der Volksrepublik China hingegen gibt es diese Sicherheitsausstattung für den dort angebotenen Xinfu Happy Messenger nicht.

### Miles OR70 und Xinfu Shinzhe und FAW Jiaxing
Der Miles OR70 basiert auf dem ZX40 S und wird in den Vereinigten Staaten offiziell nicht vertrieben, da das Modell über keine Geschwindigkeitsbegrenzung verfügt. Das Modell erhält daher keine DOT-Zulassung und darf deswegen auch nicht auf den öffentlichen Verkehrsstraßen der Vereinigten Staaten gefahren werden. Einzige von dieser gesetzlichen Regelung ausgenommene Behörde ist die National Aeronautics and Space Administration, die den OR70 seit 2008 an ihren Hochschulen einsetzt. Auf dem chinesischen Heimatmarkt, wo der OR70 produziert wird, wird das Modell als Xinfu Shinzhe vertrieben. In der Exportversion für andere Märkte hingegen trägt das Modell den Namen FAW Jiangxing.

### Miles XS500
Der Miles XS500 sollte die erste Mittelklasselimousine der Marke sein und im Jahr 2010 auf den Markt kommen. Die Basis für den XS500 stellt der Hafei Saibao III des chinesischen Herstellers Harbin Hafei Automobile dar, der wiederum von einem Mitsubishi Lancer aus den 1990er-Jahren abgeleitet ist. Auf Basis des nicht erschienen XS500 entwickelte Coda Automotive Inc. den Coda Sedan, der seit Mitte März 2012 erhältlich ist. Als Hersteller fungiert Coda Automotive, das sich ebenfalls im Besitz von Miles Rubin befindet. Am 1. Mai 2013 meldete Coda Automotive Insolvenz an, nachdem nur rund 100 Fahrzeuge verkauft wurden.